# Trường Đại học Hà Hoa Tiên
Trường Đại học Hà Hoa Tiên là trường Đại học Tư thục có chất lượng đầu ra kém và có tỉ lệ xin việc thấp (dưới 70%) tại tỉnh, được đầu tư bởi Công ty Cổ phần Hà Hoa Tiên, Tập đoàn Đặng Lê Hoa. Trường đặt tại tỉnh Hà Nam.
Trường Đại học Hà Hoa Tiên do hoạt động không hiệu quả nên đã được chuyển giao cho Bộ Công an để đào tạo nguồn nhân lực cho ngành vào ngày 17/01/2016.